# Kirchliches Amt
Das kirchliche Amt zeichnet sich durch eine dauerhafte Übertragung auf den entsprechenden Amtsträger sowie durch eine rechtliche und christlich-theologische Begründung aus. Die Ausprägung der Ämterstruktur gehört zu den grundlegenden Elementen einer jeden Kirche.
Ein Amtsträger ist eine (qualifizierte) Person, die innerhalb einer Verwaltung als die weisungsgebundene Organisation mit dem Auftrag des Verwaltens (der Administration) beauftragt ist. Der institutionelle Rahmen einer Verwaltung sorgt für die Einhaltung eines Regelsystems, dass das soziales Verhalten und Handeln allgemein von Individuen, Gruppen bzw. -mitgliedern und Gemeinschaften in einer definierten Weise formt, stabilisiert und lenkt, so dass es im Ergebnis für andere Interaktionsteilnehmer erwartbar wird. Damit besteht der Auftrag des organisierten Verwaltens darin einen Aufgabenkomplex aufgabenbezogen zu erfassen, betreuen, leiten, lenken, sanktionieren und somit das Verantworten dynamischer Systeme nach stabilen Vorschriften, hier innerhalb kirchlicher Strukturen, zu verwirklichen.

## Geschichtliche Entwicklung einer Ämterstruktur im 1. bis 3. Jahrhundert
Die Ursprünge für die Ausbildung der Ämterstruktur liegen im 1. Jahrhundert, um die Jahre 90/100. Um 150–180, spätestens aber im 3. Jahrhundert, hatte sich überall die dreigliedrige Ämterstruktur mit Bischof, Presbyter und Diakon ausgebildet.
Unter den ersten Christen hatte sich nach überwiegender Auffassung noch keine dreistufige Entfaltung des Amtes herausgebildet. Stattdessen gab es eine Vielfalt verschiedener Funktionen zur Verkündigung, Lehre, Gemeindeleitung und -betreuung. Eine einheitliche Leitungsstruktur hatte sich noch nicht ausgebildet. In Jerusalem gab es die Presbyterverfassung, in Palästina und Syrien die Betreuung durch Wanderprediger und in den paulinischen Gemeinden die funktionale Gemeindeleitung.
Die Presbyterverfassung richtete sich nach dem Vorbild der Synagogen. Sie löste nach 50 n. Chr. die Leitung durch Apostel ab. Die Presbyterverfassung existierte auch in Kleinasien und in Rom. In Palästina und Syrien dagegen wurden die ersten Christen von Wanderpredigern betreut, die oft auch als „Apostel“ oder „Propheten“ bezeichnet wurden. Ihre Hauptaufgabe war die Verkündigung und die Lehre.
In den paulinischen Gemeinden dagegen war das Amt bereits ortsgebunden. Die Funktionen wurden von Gemeindemitgliedern entsprechend ihrer persönlichen Eignung zugewiesen, jedoch zunächst ohne feste Kompetenzabgrenzung oder personale Zuordnung. Ab dem Jahr 60 sind die Begriffe „Episkopos“ (Aufseher) und „Diakonos“ (Diener, Gehilfe) nachweisbar. Etwa um das Jahr 80 dürften die Episkopen die eigentlichen Leiter der Gemeinden geworden sein, wobei es damals noch keinen Monepiskopat, also keine Leitung durch einen einzelnen Episkopen gegeben hat.
Die weitere Entwicklung der Ämterstruktur ist nur dünn bezeugt. Die Verbindung von Presbyterverfassung und paulinischem Modell führte dazu, dass die kollektive Leitung einer Gemeinde zwischen 80 und 150 das vorherrschende Prinzip war. Es handelte sich um ein Kollegium von Presbytern (Ältesten), von denen einige auch als „Episkopen“ bezeichnet wurden. Die heutige Ausprägung des Bischofsamtes existierte noch nicht.
Das Vorhandensein der apostolischen Sukzession bezeugt zuerst der 1. Clemensbrief, der zwischen 95 und 100 geschrieben wurde. Der Brief begründet die Würde der Gemeindeämter dadurch, dass die von Jesus Christus ausgesandten Apostel überall in den von ihnen gegründeten Gemeinden ihre Schüler als Vorsteher eingesetzt hätten, die dieses Amt wiederum an ihre Schüler weitergegeben hätten.
Eng mit der Herausbildung des Sukzessionsgedankens steht die Praxis der Ordination, die etwa zur selben Zeit aufkam. Die Amtsträger wurden durch die biblisch bezeugte Handauflegung legitimiert. Dies betraf zunächst diejenigen aus dem Kollegium der Presbyter, die mit Leitungsaufgaben betraut, also Episkopen waren. Die christliche Ordination bedeutete die Bindung des Beauftragten an die apostolische Lehrtradition. Die Pastoralbriefe lassen schließlich die Tendenz erkennen, dass aus dem Kreis der Presbyter einer hervorragt, der als Bischof (Episkopos) besondere Würde hat. Dies führte zur Entstehung des sogenannten Monepiskopats. Jede Gemeinde soll nur von einem Bischof geleitet werden, ein Ideal, das sich im 2. Jahrhundert langsam durchsetzt. Der Kirchenvater Ignatius entwickelt gleichzeitig eine Theologie des geistlichen Amts und deutet die Ämtertrias aus Bischof, Presbyter und Diakon als Abbild der himmlischen Hierarchie Gott, Christus, Apostel. Zudem weist er dem Bischof die entscheidende Rolle bei der Gemeindeleitung zu, vor allem, um häretische Lehren von den Gemeindemitgliedern fernhalten zu können.
Die Abwehr häretischer Lehren beschleunigte die Verfestigung der Ämterstruktur. Das Bischofsamt, zuerst vornehmlich als Lehramt, dann aber immer mehr als Leitungsamt verstanden, sollte die Kontinuität zur apostolischen Überlieferung sicherstellen. Der Kirchenvater Irenäus von Lyon und auch Tertullian betonten gegenüber der Gnosis mit ihren geheimen Offenbarungen, dass die Sukzession der Bischöfe die Wahrheit der kirchlichen Lehre garantiere. Ein weiterer wichtiger Repräsentant dieses Episkopalismus war der Kirchenvater Cyprian. Sukzession bedeutete zunächst vor allem Kontinuität in der Lehre. Ab dem 3. Jahrhundert bekam die Weihe immer größere Bedeutung, was zu einer Verstärkung der Bedeutung der Ämterkontinuität führte. Der Bischof wurde zum Fundament der Kirche, wer nicht mit dem Bischof in Einheit stand, gehörte nach Cyprian nicht zur Kirche.
Seit dem 3. Jahrhundert unterstanden alle wesentlichen Gemeindeaktivitäten der Autorität des jeweiligen Ortsbischofs. Das betraf vor allem Gottesdienste, im Besonderen die Feier der Sakramente der Eucharistie, der Taufe und der Buße; die kirchliche Rechtsprechung und die Armenfürsorge. Dies prägte die Kirchenstruktur für die weiteren Jahrhunderte. Die Kompetenzen des Bischofs waren aber insofern auch begrenzt, als das schon im 3. Jahrhundert das Synodenwesen ausgebildet wurde. Synoden (Konzilien) setzten sich aus Bischöfen zusammen und hatten Entscheidungsbefugnis, der sich auch der einzelne Bischof zu beugen hatte.
Gewählt wurde ein Bischof in der Frühzeit von der ganzen Gemeinde einschließlich des Ortsklerus, geweiht wurde er von Bischöfen aus Nachbargemeinden. Ab dem 4. bzw. 5. Jahrhundert änderte sich dies. Nun spielte der Bischof der Provinzhauptstadt, der Metropolit, bei Wahl und Weihe eine große Rolle, die Beteiligung der Laien ging dagegen zurück. Einschränkungen ergaben sich weiterhin daraus, dass mit zunehmender Ausbreitung des Christentums nicht mehr in jeder Stadt ein Bischof eingesetzt wurde. Stattdessen beauftragte der Bischof Kleriker mit delegierten Befugnissen, die Seelsorge in von der Bischofsstadt entfernten Gemeinden zu übernehmen. Daraus entwickelte sich die Pfarrstruktur.

## Die Übernahme des Priestertitels
Die heidnischen Religionen kannten das Amt des Priesters (lat. sacerdos). Das deutsche Wort „Priester“, das zur Übersetzung verwendet wird, leitet sich selbst wiederum von der christlichen Bezeichnung der presbyteroi ab, die den Kult zu beaufsichtigen hatten. Bei Tertullian und Hippolyt ist erstmals die Übernahme dieser Bezeichnung für die Bischöfe bezeugt. Dies bedeutete eine Annäherung an die spätantike Umwelt, mit deren Kult man in Konkurrenz getreten war. Zudem ermöglichte die Übernahme der Bezeichnung es dem Bischof, sich in der römisch-hellenistischen Gesellschaft als sakraler Amtsträger zu legitimieren. Später wurde die Bezeichnung auch auf die Presbyter übertragen. In einem ähnlichen Vorgang haben die Bischöfe den vom heidnisch-römischen Collegium pontificum, das die Oberaufsicht über alle Kulte führte, abgeleiteten Titel Pontifex übernommen. Dieser bezieht sich auf alle Bischöfe, hat sich aber im Deutschen (außer etwa bei Wortstämmen wie etwa beim Pontifikalamt als Hochamt des Bischofs) lediglich als Abkürzung für Pontifex maximus erhalten – auch dies ein römischer Titel, den das Oberhaupt des genannten Priesterkollegiums trug und der dann auf den Papst überging.

## Römisch-katholische Kirche
In der römisch-katholischen Kirche ist ein Amt zunächst „jedweder Dienst, der durch göttliche oder kirchliche Anordnung auf Dauer eingerichtet ist und der Wahrnehmung eines geistlichen Zweckes dient.“
Die Übernahme eines kirchlichen Amtes setzt in der katholischen Kirche  den Empfang des Weihesakramentes voraus;  Das kirchliche Amt, das den Charakter eines Dienstes trägt, verleiht in der Hierarchie der Kirche das Amt zu lehren (KKK 888), zu heiligen (KKK 893) und zu leiten (KKK 894).
Die Fülle dieses Amtes, das nach kirchlicher Lehre im Namen Jesu Christi persönlich ausgeübt wird, hat für seine Diözese der Ortsbischof inne; das Bischofskollegium selbst ist hierarchisch gegliedert, mit dem Papst als Nachfolger des hl. Petrus als Haupt, nach dem Vorbild der zwölf Apostel.
Insbesondere hat der Bischof sein Amt in der Gemeinschaft mit dem ganzen Kollegium und dem Papst als dessen Oberhirten auszuüben. Das schließt nötigenfalls den Gehorsam gegenüber dessen Jurisdiktionsprimat ein. Der Jurisdiktionsprimat wird jedoch nicht durch regelmäßige Weisungen ausgeübt.
Der Bischof teilt den Priestern und Diakonen, bisweilen auch den ihm vom Papst als Weihbischöfen zugewiesenen Titularbischöfen ihren Wirkungsbereich zu, der seinerseits als Amt bezeichnet wird. Ämter, die von Priestern ausgeübt werden, sind etwa das des Generalvikars, Bischofsvikars, Dekans, Pfarrers oder Pfarrvikars oder das des Kategorialseelsorgers (die im kanonischen Recht Kapläne heißen); aber auch die unterschiedlichen Ämter der römischen Kurie. Diakone werden in der Regel einer Pfarrei zur Seite gestellt; früher konnten sie auch höherrangige Verwaltungsämter bis direkt unter dem Bischof (als Archidiakon) übernehmen.
In Deutschland werden sie dabei in der Regel auch ins Kirchenbeamtenverhältnis übernommen mit den sich durch das kanonische Recht ergebenden Änderungen und den Besonderheiten des Priesterdienstrechts. Als solche erhalten sie eine Amtsbezeichnung. Kanonische und weltliche Amtsbezeichnung können dabei differieren, so trägt etwa der (kanonische) Kaplan eines Krankenhauses die (weltliche) Amtsbezeichnung „Pfarrer“. Ein Militärkaplan trägt sogar neben einer Amtsbezeichnung, z. B. „Militärpfarrer“ (nicht als Kirchen-, sondern als Bundesbeamter) nach militärischem Gebrauch auch eine Dienststellung, „Standortpfarrer“. Es ist üblich, solche Priester mit ihrer weltlichen Amtsbezeichnung anzureden. Wiederum davon unterschieden sind päpstliche und bischöfliche Ehrentitel, den österreichischen weltlichen Berufstiteln vergleichbar (Geistlicher Rat, Ehrendomherr, Monsignore, Prälat, Apostolischer Protonotar): diese werden, sofern verliehen, bevorzugt zur Anrede verwendet.

## Evangelische Kirchen
In den evangelischen Kirchen bezeichnet der Begriff „Amt“ ein übergeordnetes geistliches Amt, das eine Vielzahl von Funktionen und Aufgaben innerhalb der Kirche umfasst.
Innerhalb der evangelisch-reformierten Kirchen bildete sich die auf Martin Bucer zurückgehende Vierämterlehre heraus. In vielen evangelischen Freikirchen bildeten sich dagegen dreifache Ämter heraus.
Die Täuferbewegung war in ihren Anfängen dem reformatorischen Prinzip des Priestertums aller Gläubigen folgend im Sinne eines relativ umfassenden innergemeindlichen Mitsprache- und Ausführungsrechtes noch stark antiklerikal geprägt. Mit der zunehmenden Eigenständigkeit der Gemeinden entwickelte sich aber besonders in den niederländisch-norddeutschen Gemeinden das Amt der Ältesten heraus, dem die Verwaltung der Bundeszeichen (→Taufe und Abendmahl) vorbehalten war. Neben den Ältesten (zum Teil auch Bischof genannt) können zudem die Prediger (oder Pastoren) und Diakone genannt werden. Auf den Bruderhöfen der Hutterer gab es jeweils einen Diener des Wortes (≈Prediger) und einen Diener der Notdurft (≈Diakon). In Hinblick auf das Amtsverständnis lässt sich in Kirchen täuferischer Tradition zudem ein stärkerer Bedeutungsakzent auf dem (handelnden) Dienst statt dem Amt (vgl. z. B. Diener des Wortes) in der Übersetzung des neutestamentlichen Begriffs Diakonia feststellen.
Laut den evangelisch-lutherischen Bekenntnisschriften ist das geistliche Amt bzw. Predigtamt bzw. Amt der Schlüssel von Gott eingesetzt, das Evangelium rein zu verkündigen und die Sakramente ihrer Einsetzung gemäß zu verwalten (CA V). In der Ausübung des geistlichen Amtes handelt der Amtsträger als Stellvertreter Christi (ApolCA VII). Wer das Predigtamt ausüben will, muss dazu von der Kirche ordiniert sein (CA XIV).

## Frauen in Ämtern
In der Geschichte der Kirchen konnten Frauen nur wenige kirchlichen Ämter innehaben (bezogen auf die römisch-katholische als auch auf die protestantischen Kirchen). Selbst Nonnen wurden in den Kirchen, die das Weihesakrament kennen und keine Frauenordination zulassen, nicht zum Klerus zugelassen. In den meisten evangelischen, anglikanischen, altkatholischen Kirchen und anderen christlichen Gemeinschaften wurde im Laufe des 19. und 20. Jahrhunderts die Zulassung weiblicher Kandidaten zu den geistlichen Ämtern eingeführt. In Ehrenämtern der Kirchen werden und wurden Frauen in den meisten Kirchen zugelassen.

### Forschungsansatz
Die historische Frauenforschung versucht differenziert, die Mehrdimensionalität der frühchristlichen Gesellschaft und ihrer Geschichte zu ergründen. Dafür greift eine interdisziplinäre Forschungsperspektive die Methodik aus den Bereichen der Religions- und Sozialwissenschaften, aus der Theologie und den Gender Studies im Hinblick auf eine kritische Reflexion der erkenntnisleitenden Interessen.
Die Bearbeitung der Frage, ob der Ausschluss von Frauen historisch durch Fakten belegbar ist oder wenn nicht, wie es zu diesem Ausschluss kam, setzt unter anderem den Einbezug von folgenden Aspekten voraus: Auf sprachlicher Ebene ist der Bedeutungswandel von Begriffen bei der Analyse des Quellenmaterials zu berücksichtigen. Das generische Maskulinum im Griechischen und Lateinischen zeigt nicht eindeutig, ob Frauen mitgemeint, abwesend oder explizit nicht miteingeschlossen waren. Außerdem sind die Quellen und Texte in ihren Entstehungskontexten sowie die Möglichkeit einer zeitbedingten Unvollständigkeit zu berücksichtigen.

### Herausbildung von Ämtern in der Kirche
Hauskirchen
Das Gemeindeleben in Kleinasien des 1. bis 3. Jahrhunderts war sozial, politisch, ökonomisch und religiös von der hellenistisch-römischen Antike geprägt. In zahlreichen Hauskirchen, die im Zusammenschluss die Ortsgemeinden bildeten, fand das frühchristliche Zusammenleben ohne festes Ordnungssystem statt. Die einzelne Hausgemeinde ist als Stützpunkt der Mission, Versammlungsstätte, Raum des Gebets und als Ort der Unterweisung in die christliche Botschaft zu verstehen. Die neutestamentlichen Briefe dokumentieren den Austausch der Ortsgemeinden untereinander durch die Wandercharismatiker, die von Ort zu Ort zogen.
Charismatische Autorität
Im ersten Jahrhundert kann von einem Begriff des Amtes noch nicht gesprochen werden. Die Urkirche kannte verschiedene Führungsrollen wie zum Beispiel den Diakon und den Apostel (Apg 6 ). Daneben wurden auch herausgehobene Funktionen mit charismatischen Eigenschaften begründet. Die Prophetie galt als eine der höchsten Gaben des Geistes und legitimierte die Autorität von umherreisenden Propheten.
Haushalt „Gottes“ – Amtliche Autorität
In der Zeit vom 1. bis zum 3. Jahrhundert ist eine Entwicklung vom Hauskirchenmodell zum Haushalt „Gottes“ auszumachen, die eine Verlagerung der Autorität von überregionalen auf regionale Ämter mit sich bringt. Charismatische Eigenschaften verlieren an Bedeutung, während lokale Gemeindeleiter als die „Nachfolger der Apostel“ an Autorität gewinnen. Die Prophetie verschwindet allmählich aus den Gemeinden oder wird an den Rand gedrängt. Am Ende dieses Institutionalisierungsprozess der unterschiedlichen Ortsgemeinden zu einer Großkirche steht um 300 eine patriarchale Organisationsstruktur mit dem dreigliedrigen Amt, in der der Bischof als Oberhirte über den Presbytern und den Diakonen steht. Zunächst sind Frauen noch als Diakoninnen tätig, bis dieser Dienst verschwindet.

### Allgemein
- Wolf-Dieter Hauschild: Lehrbuch der Kirchen und Dogmengeschichte, Band 1, Alte Kirche und Mittelalter 3. Aufl. Gütersloher Verlagshaus, Gütersloh 1995, ISBN 3-579-00093-4.
- Ute Eisen: Amtsträgerinnen im frühen Christentum. Epigraphische und literarische Studien. Göttingen 1996.(Forschungen zur Kirchen- und Dogmengeschichte 61)
- Luise Schottroff: DienerInnen der Heiligen. Der Diakonat der Frauen im Neuen Testament In: Gerhard K. Schäfer, Theodor Strohm (Hrsg.): Diakonie – biblische Grundlagen und Orientierungen. Ein Arbeitsbuch zur theologischen Verständigung über den diakonischen Auftrag, Heidelberg 1990, S. 222–242
- Thomas Schumacher:  Bischof – Presbyter – Diakon. Geschichte und Theologie des Amtes im Überblick. Pneuma Verlag, München 2012, ISBN 978-3-942013-16-1.

### Hauschild
1. 1 2 3 4 5  Hauschild: Lehrbuch der Dogmen- und Kirchengeschichte I. 3. Aufl. S. 88.
2. ↑  Hauschild: Lehrbuch der Dogmen- und Kirchengeschichte I. 3. Aufl. S. 89: Die zu jener Zeit erhobene Forderung nach einem Monepiskopat bedeutet, dass ein solcher noch nicht existiert hat.
3. 1 2 3 4  Hauschild: Lehrbuch der Dogmen- und Kirchengeschichte I. 3. Aufl. S. 89.
4. ↑  Hauschild: Lehrbuch der Dogmen- und Kirchengeschichte I. 3. Aufl. S. 90
5. ↑  Hauschild: Lehrbuch der Dogmen- und Kirchengeschichte I. 3. Aufl. S. 91.